# Ciclismo nos Jogos Parapan-Americanos de 2011
As competições de ciclismo nos Jogos Parapan-Americanos de 2011 foram disputadas no Velódromo Pan-Americano de Ciclismo (pista) e no Circuito Urbano de Ciclismo de Estrada de Guadalajara (estrada).
Vinte e três medalhas de ouro foram disputadas por 114 atletas entre os dias 13 e 19 de Novembro de 2011, somando-se as duas sub-modalidades.

## Calendário
| Novembro | 12 | 13 | 14 | 15 | 16 | 17 | 18 | 19 | 20 | T  |
| -------- | -- | -- | -- | -- | -- | -- | -- | -- | -- | -- |
| Ciclismo |    | 4  |    | 4  | 6  |    |    | 9  |    | 23 |

|  | Dia de competição |  | Dia de final |

## Eventos
Estrada
- Contra o Relógio Mixtos B
- Contra o Relógio Mixtos C1-5
- Contra o Relógio Mixtos H1-4
- Contra o Relógio Mixtos T1-2
- Corrida de rua - Feminino - B
- Corrida de rua - Feminino - C1-3
- Corrida de rua - Feminino - H3-4
- Corrida de rua - Masculino - B
- Corrida de rua - Masculino - C1-3
- Corrida de rua - Masculino - C4-5
- Corrida de rua - Masculino - H2-3
- Corrida de rua - Mixtos - H1M/H1-2W
- Corrida de rua - Mixtos - T1-2

Pista
- Contra o Relógio Feminino B 1000 metros
- Contra o Relógio Feminino C1-5 500 metros
- Contra o Relógio Masculino B 1000 metros
- Contra o Relógio Masculino C1-5 1000 metros
- Perseguição individual feminina - B
- Perseguição individual feminina - C1-3
- Perseguição individual feminina - C4-5
- Perseguição individual masculina - B
- Perseguição individual masculina - C1-3
- Perseguição individual masculina - C4-5

## Medalhistas

### Ciclismo de estrada
Mixtos
| Evento                       | Ouro                                  | Prata                                             | Bronze                              |
| ---------------------------- | ------------------------------------- | ------------------------------------------------- | ----------------------------------- |
| Contra o Relógio Mixtos B    | Robbi Weldon/Lyne Bessette CAN Canadá | Karissa Whitsell/Lisa Turnbull USA Estados Unidos | Daniel Chalifour/Ed Veal CAN Canadá |
| Contra o Relógio Mixtos C1-5 | Soelito Gohr BRA Brasil               | Diego Dueñas COL Colômbia                         | João Schwindt BRA Brasil            |
| Contra o Relógio Mixtos H1-4 | Oscar Sanchez USA Estados Unidos      | Matthew Updike USA Estados Unidos                 | Rico Morneau CAN Canadá             |
| Contra o Relógio Mixtos T1-2 | Steven Peace USA Estados Unidos       | Shelley Gautier CAN Canadá                        | Nestor Ayala COL Colômbia           |

Feminino
| Evento                           | Ouro | Prata | Bronze |
| -------------------------------- | ---- | ----- | ------ |
| Corrida de rua - Feminino - B    |      |       |        |
| Corrida de rua - Feminino - H3-4 |      |       |        |
| Corrida de rua - Feminino - C1-3 |      |       |        |

Masculino
| Evento                            | Ouro | Prata | Bronze |
| --------------------------------- | ---- | ----- | ------ |
| Corrida de rua - Masculino - B    |      |       |        |
| Corrida de rua - Masculino - H2-3 |      |       |        |
| Corrida de rua - Masculino - C4-5 |      |       |        |
| Corrida de rua - Masculino - C1-3 |      |       |        |

Mixtos
| Evento                              | Ouro | Prata | Bronze |
| ----------------------------------- | ---- | ----- | ------ |
| Corrida de rua - Mixtos - H1M/H1-2W |      |       |        |
| Corrida de rua - Mixtos - T1-2      |      |       |        |

### Ciclismo de pista
| Evento                           | Classe                      | Ouro                                           | Prata                                             | Bronze                                         |
| -------------------------------- | --------------------------- | ---------------------------------------------- | ------------------------------------------------- | ---------------------------------------------- |
| Contra o Relógio - Feminino      | 500 metros feminino C1-5    | Jennifer Schuble USA Estados Unidos            | Greta Neimanas USA Estados Unidos                 | Allison Jones USA Estados Unidos               |
| Contra o Relógio - Feminino      | 1000 metros feminino B      | Robbi Weldon/Lyne Bessette CAN Canadá          | Karissa Whitsell/Lisa Turnbull USA Estados Unidos | Lidia Britos/Alejandra Alliegro ARG Argentina  |
| Contra o Relógio - Masculino     | 1000 metros masculinos C1-5 | Rodrigo Lopez ARG Argentina                    | Vincent Juarez USA Estados Unidos                 | Soelito Gohr BRA Brasil                        |
| Contra o Relógio - Masculino     | 1000 metros masculino B     | Clark Rachfal/David Swanson USA Estados Unidos | Daniel Chalifour/Ed Veal CAN Canadá               | Eliecer Orujela/William Rojas COL Colômbia     |
| Perseguição individual feminina  | 3000 metros feminino B      | Robbi Weldon/Lyne Bessette CAN Canadá          | Karissa Whitsell/Lisa Turnbull USA Estados Unidos | Lidia Britos/Alejandra Alliegro ARG Argentina  |
| Perseguição individual feminina  | 3000 metros feminino C1-3   | Allison Jones USA Estados Unidos               | Cristina Otero ARG Argentina                      | Não houve premiação                            |
| Perseguição individual feminina  | 3000 metros feminino C4-5   | Jennifer Schuble USA Estados Unidos            | Greta Neimanas USA Estados Unidos                 | Não houve premiação                            |
| Perseguição individual masculina | 4000 metros Masculino B     | Daniel Chalifour/Ed Veal CAN Canadá            | Javier Serna/Sebastian Durango COL Colômbia       | Clark Rachfal/David Swanson USA Estados Unidos |
| Perseguição individual masculina | 3000 metros Masculino C1-3  | Esneider Muñoz COL Colômbia                    | Alvaro Galviz COL Colômbia                        | Michael Farrell USA Estados Unidos             |
| Perseguição individual masculina | 4000 metros MAsculino C4-5  | João Schwindt BRA Brasil                       | Soelito Gohr BRA Brasil                           | Diego Dueñas COL Colômbia                      |

## Quadro de medalhas
| Ordem | País                     | Medalha de ouro | Medalha de prata | Medalha de bronze |    |
| ----- | ------------------------ | --------------- | ---------------- | ----------------- | -- |
| 1     | USA Estados Unidos       | 9               | 11               | 4                 | 24 |
| 2     | CAN Canadá               | 6               | 3                | 4                 | 13 |
| 3     | COL Colômbia             | 4               | 4                | 4                 | 12 |
| 4     | BRA Brasil               | 3               | 2                | 3                 | 8  |
| 5     | ARG Argentina            | 1               | 1                | 3                 | 5  |
| 6     | MEX México               |                 | 1                | 1                 | 2  |
| 7     | DOM República Dominicana |                 | 1                |                   | 1  |
| TOTAL | TOTAL                    | 23              | 23               | 19                | 65 |